# Бакуган (гра)
Бакуган — стратегічна і тактична гра. У кожного гравця є «баку-під» — спеціальний прилад, що показує рівень сили гравця і противника. Гравці можуть використовувати бакуганів різних стихій, але зазвичай вони вибирають одну стихію, яка їм найбільше підходить.

## Процес гри
Гра починається з відкриття поля гри, тоді гравці переміщаються в особливий простір, міжсвіття між Землею і Вестроїею. Потрапити на поле гри можуть не тільки гравці, але і будь-які люди, гравцям просто треба взяти людину за руку в момент переміщення. Під час гри час в реальному світі, на Землі, зупиняється непомітно для оточуючих і «запускається» знову після закінчення бою. Для початку бою гравці скидають на полі «карти воріт». Кожен гравець може скинути кілька карт, тим самим створюючи різні комбінації. Після на карти воріт гравці кидають бакуганів.
Два бакугана суперників, скинуті на одну карту воріт, починають поєдинок. Силу бакугана визначає його рівень (G), бакуган з великою кількістю G виграє поєдинок. Після закінчення поєдинку бакугани повертаються до гравців, карта воріт, на якій відбувався бій зникає. Переможені бакугани більше не можуть брати участь у сутичці. З кожної сторони можуть брати участь до трьох бакуганів (існують поєдинки один на один). Програє той гравець, у якого першими програли всі бакугани.

## Види поєдинків
Існує багато видів поєдинків. Також можна активувати карти воріт, дія яких різноманітно. Крім карт воріт гравці можуть використовувати карти здібностей. Під час битви кожен гравець може використовувати тільки три карти здібностей. Зазвичай карти здібностей спрямовані на збільшення сили бакугана гравця або ослаблення бакугана суперника. Крім того у кожного бакугана є свої індивідуальні здібності, які також активуються картами здібностей.
Гравці також можуть використовувати поєднання стихій, активуючи їх картами здібностей, якщо на полі є кілька дружніх бакуганів. Карти Смерті — карти, відправляють бакуганів, що програли битву, Вимірювання Смерті (своєрідна загробне життя для бакуганів). Карти Смерті активується в самому початку гри, просто запускаючись в поле гри. У процесі гри Карти можна відкликати.

## Інші правила
У Новій Вестрої правила гри в бакуган значно змінилися. Для гри кожному гравцеві необхідний гантлет (версія баку-поду у вест). Для початку гри в гантлет вставляється карта воріт і гравці кажуть «гантлет, силовий удар». Ні на Вестрое, ні на Землі гравці вже не переміщуються в спеціальний простір і залишаються в тому місці, де вони починають битву. Час протягом гри на Вестрое не зупиняється, хоча на Землі це правило досі діє. Тепер для всіх битв гравцями по черзі скидається тільки одна карта воріт. Гравці проходять за тими ж правилами з винятками, що переможені бакугани раніше, можуть брати участь у поєдинках. Тепер у кожного гравця є певна кількість очок (шкала життя), яке зменшується від програшу в поєдинках. Остаточно програє гравець, коли повністю втрачає всі очки. Кількість зменшення очок залежить, мабуть, від переваги, з яким переміг супротивник. Можливо, битва між рівними по силі противниками може тривати нескінченно довго . Принцип бою той же: перемагає бакуган з великою кількістю джі. Гравці також можуть використовувати карти здатностей, але при цьому вони тепер не просто скидаються на полі, а для активації вставляються в гантлет. У Новій Вестрое з'являються нові види бакуганов — кибербакуганы і бакугани-пастки, яких можна скидати під час битви з противником не залежно від того, чи бере участь вже у битві бакуган гравця чи ні. Якщо бакуган противника виграє з перевагою в 500 джі, програв бакуган переходить до переможця.
У «Вторгненнях гандэлианцев» правила гри в бакуган взяті з Нової Вестроі. Для початку гравці переміщаються в арену «Бакуган ИнтерСпейс». Потім у кожного гравця підраховуються очки. Гра йде за тими ж правилами, що й у вексов, за винятком гантлета (у грі необхідний бакуметр. Новинкою є новий тип бакуганов — обладунки. Вони кріпляться до бакуганам на ігровому полі. Середня сила — 900 G. Якщо бакуган викидає величезну силу, то він може активувати 2 і 3 рівень обладунків, якщо відкрита карта воріт, пов'язана з обладунками, 2 і 3 рівень обладунків можуть бути активовані.
В арсеналі у Нифии є бойові машини. У них інша функція — до них кріпляться бакугани. Їх сила більше, ніж у останніх.
У Дарака є секретна зброя — Мега-Конструктор «Дарак Колоссус». Він складається з двох обладунків та однієї бойової машини. На відміну від інших, вони живі істоти. Після еволюції Дарака, Конструктор був прибраний.
У «Сплеск Мехтаниума» з'явився новий режим битви. Правила прості — якщо бакуган в нокауті, то битва закінчується. Для економії карт з'явилася нова версія баку-поду. У ньому зберігаються" карти здібностей і карти воріт. Арена ігри удосконалилася: перед битвою ІІ вибирає обстановку поля гри. Наприклад — місто, джунглі, ліс, гори, пляж, вулкан і т. д.
З'являться нові види бакуганов: Мектоган, Мектоган Титан, БакуНано, БакуСтальная Пастка, нові види Бойових машин і костюм бакуган.
Мектоган — це величезна істота з незвичайною силою. Вона зазвичай з'являється через величезний викид енергії бакуган. Мектоган володіє потужними пристроями, такі як захисне поле, лазери і т. д. Його майже неможливо перемогти, так само як і Мектогана Титану. Зазвичай вони неслухняні, однак у Анубиаса і Селлон були кільця, контролюючі Мектогана. БакуНано — це свого роду механізми, що допомагають бакуганам в бою. Вони бувають у вигляді обладунків або озброєння.